# Quand on prie la bonne étoile
When You Wish upon a Star
Quand on prie la bonne étoile (When You Wish upon a Star en version originale anglaise) est une chanson tirée du long métrage d'animation Pinocchio réalisé par les studios Disney et sorti en 1940.
Écrite par Ned Washington et composée par Leigh Harline, elle est chantée dans la version originale par Cliff Edwards à travers le personnage de Jiminy Cricket. La chanson fut récompensée d'un Oscar en tant que Meilleure chanson originale. L'American Film Institute classa la chanson au septième rang des meilleures chansons de film de l'Histoire, la meilleure place pour une chanson Disney.
La chanson, devenue un grand classique, fut souvent reprise par des artistes tels que Louis Armstrong le 16 mai 1968, Glenn Miller, Gene Simmons du groupe Kiss, Billy Joel, Jesse McCartney, NSYNC, Kate Voegele, U96… On la retrouve aussi dans l'ouverture du film de Woody Allen, Vous allez rencontrer un bel et sombre inconnu (2010).
Il existe plusieurs versions françaises, la plus connue étant de Jean Cis et Robert Sauvage. Initialement interprétée par Jean Lumière, elle a été reprise par Jean Cussac dans les années 1960 puis par Olivier Constantin dans le redoublage de 1975,. Elle a été reprise en 2013 par Nolwenn Leroy sur l'album We Love Disney.

## Un symbole Disney
La chanson est devenue l'hymne iconique de la Walt Disney Company, et est utilisée comme générique ou bande son de plusieurs éléments. C'est le cas pour l'émission Le Monde merveilleux de Disney. Elle accompagne aussi le logo avant chaque film de la compagnie.
Les bateaux de Disney Cruise Line (Disney Wonder et Disney Magic) utilisent les sept premières notes de la mélodie comme signal sonore. Beaucoup d'autres productions Disney font appel à cette mélodie, notamment dans ses parcs à thèmes avec les spectacles ou les feux d'artifice.

## Succès commercial
En 1940, la chanson sortit en support vinyle et se vendit à plus de 2 millions de copies singles, un record, la classant n°1 des classements musicaux mondiaux. Mon joli petit pantin de bois, autre chanson phare du film, également sortie en single, se vendit à plus d'1,5 million d'exemplaires. Le 33 tours du film se vendit à 2 millions d'exemplaires[source insuffisante].